# あなたにスマイル:)/流れ星
「あなたにスマイル:)/流れ星」はMISIAの32枚目のシングル。アリオラジャパンから2015年7月8日に配信開始、同年8月29日にレンタル限定で販売された。

## 収録曲

### 配信サイト版
1. 流れ星 [5:37]
作詞・作曲：里花
  - 映画 ｢S -最後の警官- 奪還 RECOVERY OF OUR FUTURE｣ 主題歌[3]
2. あなたにスマイル:) [4:16]
作詞：MISIA/Ki-Yo 作曲：Ki-Yo
  - キリンビバレッジ ｢世界のKitchenから｣ CMソング[4]
3. 明日はもっと好きになる [3:43]
作詞：MISIA/her0ism 作曲：her0ism
  - キリンビバレッジ ｢世界のKitchenから｣ CMソング[5]
4. 流れ星 (Hoshizora ver) [5:01]
作詞・作曲：里花

### CD
1. あなたにスマイル:)
2. 流れ星
3. 明日はもっと好きになる
4. 僕はペガサス 君はポラリス (Hoshizora Live 7@Bunkamuraオーチャードホール)
5. One day,One Life (Hoshizora Live 7@Bunkamuraオーチャードホール)